# Narthex (Behälter)
Narthex (altgriechisch νάρθηξ, lateinisch Narthecium) ist ein ursprünglich aus dem ausgehöhlten Stängel des Riesenfenchels (griechisch Narthex) gefertigter, zylindrischer Behälter mit mehreren Abteilungen, vor allem für Arzneidrogen, aber auch für Bücher.